# Эволюционная стратегия
Эволюционная стратегия (англ. Evolution strategy) — эвристический метод оптимизации в разделе эволюционных алгоритмов, основанный на адаптации и эволюции. Метод разработан в 1964 году немецким учёным Инго Рехенбергом[en] и развит в дальнейшем Ханс-Полом Швефелем[en] и другими.

## Основные принципы
Эволюционная стратегия схожа с генетическим алгоритмом, но существует несколько существенных различий.
Эволюционная стратегия оперирует векторами действительных чисел. При поиске решения в эволюционной стратегии вначале происходит мутация и скрещивание особей (см. об операторах мутации и скрещивания в статье Генетический алгоритм) для получения потомков, затем происходит детерминированный отбор без повторений лучших особей из общего поколения родителей и потомков. В качестве мутации часто используется добавление нормально распределённой случайной величины к каждой компоненте вектора, что превращает результат в ковариационную матрицу. При этом параметры нормального распределения самоадаптируются в процессе выполнения алгоритма (см. англ. Covariance matrix adaptation evolution strategy).